# Binghamton Devils
Binghamton Devils är en ishockeyklubb i Binghamton, New York i New York, USA, grundad 2017.
Klubben spelar sedan säsongen 2017–18 i American Hockey League och är New Jersey Devils farmarlag.
Laget spelar sina hemmamatcher i Floyd L. Maines Veterans Memorial Arena.

## Historia
Klubben låg tidigare i Albany, New York, och hette Albany Devils. När Ottawa Senators flyttade sitt farmarlag, Binghamton Senators, från Binghamton till Belleville i Kanada, flyttade New Jersey Devils sitt farmarlag Albany Devils till Binghamton som följaktligen döptes till Binghamton Devils.